# Dako Puač
Dako Puač, hrvaški general, * 27. november 1919, Kruševo, Brestovac, † 17. december 1994, Beograd.

## Življenjepis
Leta 1941 je vstopil v NOVJ in naslednje leto še v KPJ. Med vojno je bil poveljnik več enot; nazadnje 24. divizije.
Po vojni je bil načelnik štaba in poveljnik korpusa, inšpektor Glavne inšpekcije JLA, poveljnik obrambe mesta Beograd,...